# 新潟県道576号津久ノ又ヘツリ線

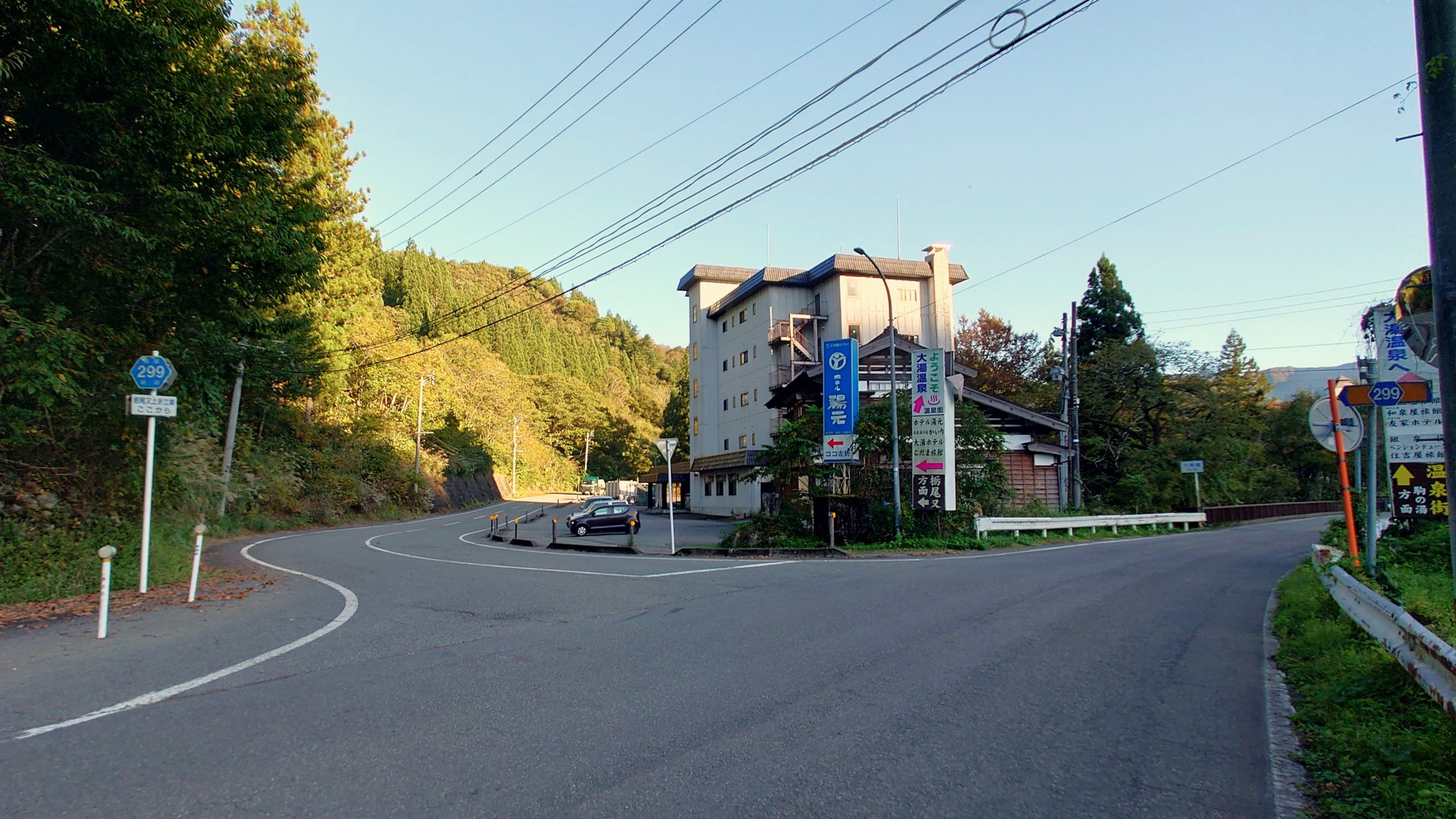
終点付近

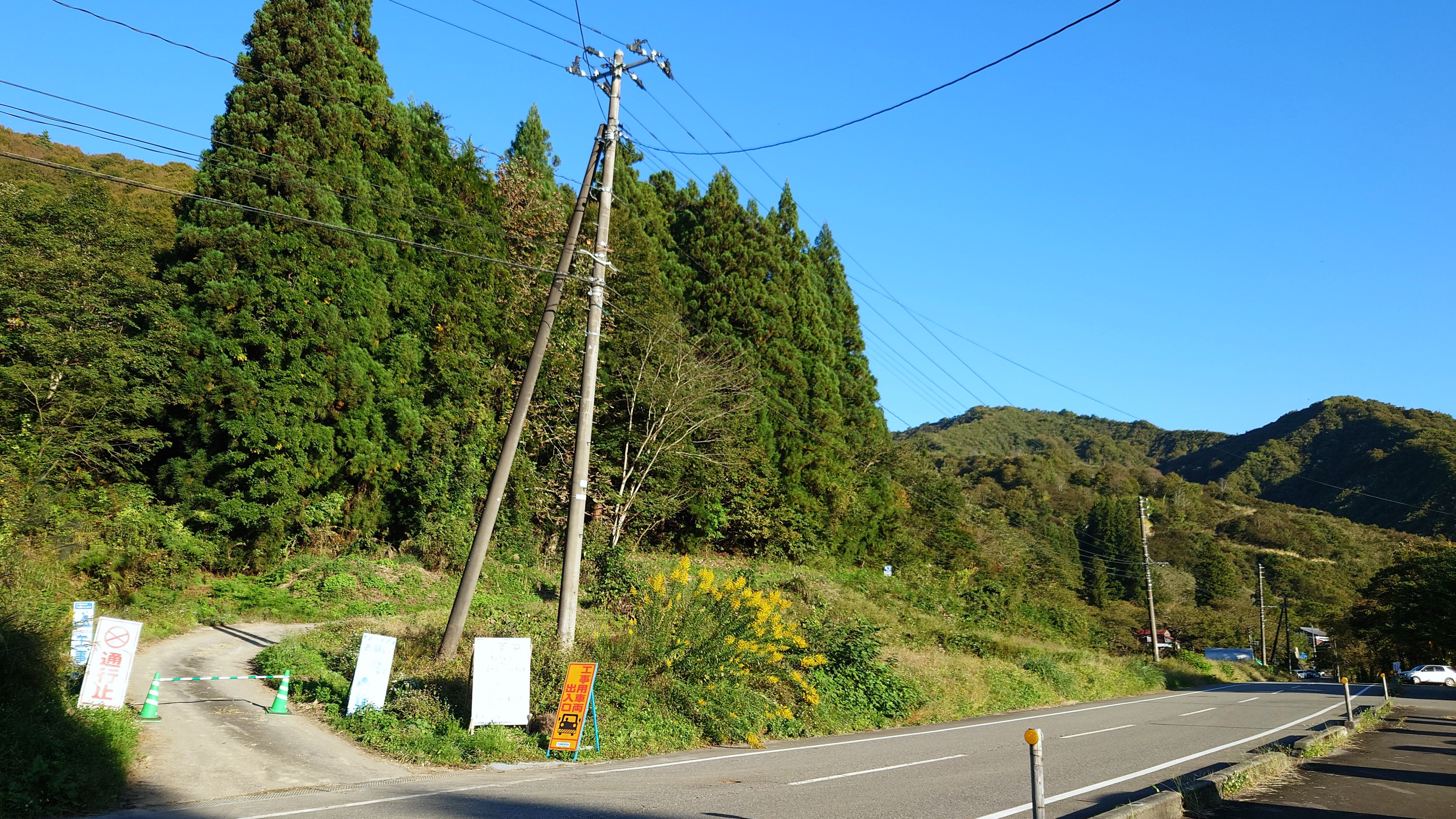
大湯公園付近。

新潟県道576号津久ノ又ヘツリ線（にいがたけんどう576ごう つくのまたへつりせん）は、新潟県魚沼市の一般県道である。

## 概要

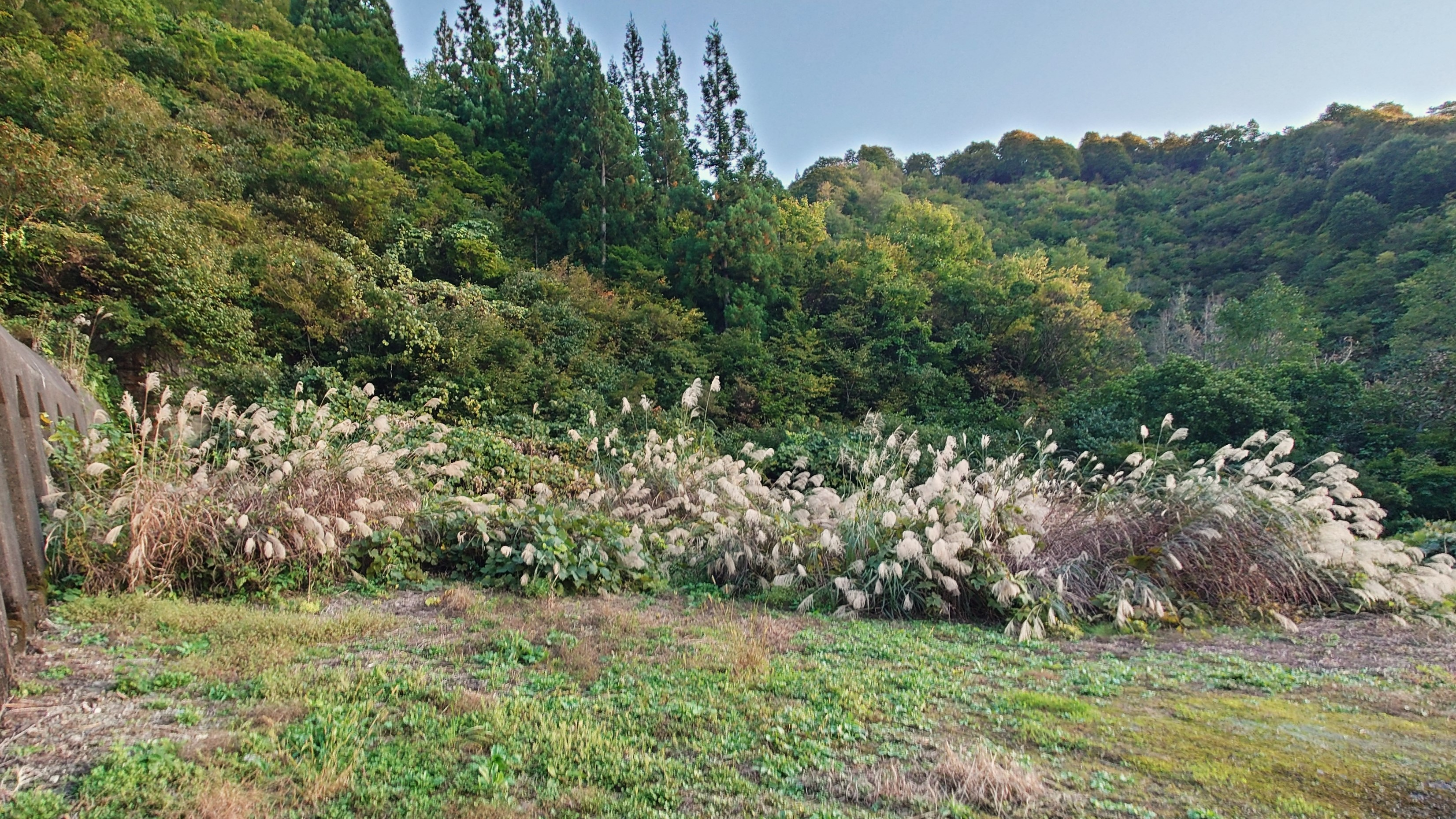
新潟県道576号津久ノ又ヘツリ線起点

魚沼市上折立の大湯温泉、奥只見レクリェーション都市公園大湯公園付近より津久ノ岐沢を経由し奥只見シルバーラインへ繋がる路線。終点側より上折立字下タ手までの500mほどは新潟県道299号栃尾又上折立線との重用区間で、上折立字下タ手のホテル湯元付近から起点までの単独区間は車両通行不能区間であり、未供用区間である。
また、字下夕手から字津久ノ又までの区間は新潟県道ではなく魚沼市道上折立13号、及び13-1号線として魚沼市が管理しており、単独の県道としては実延長無しの取扱いとなっている。単独区間の終点側は林道として活用されているが起点側は廃道と化している。

## 路線データ
- 起点：魚沼市上折立字津久ノ又 （シルバーライン交点[注釈 2]）
- 終点：魚沼市上折立字ヘツリ (国道352号)